# José Antonio Echandi e Hidalgo
José Antonio Echandi e Hidalgo (n. Cartago, Costa Rica, 6 de marzo de 1795 - m. San José, Costa Rica, 1844) fue un político costarricense, firmante del Acta de Independencia de Costa Rica en 1821.

## Datos familiares y personales
Fue hijo de don Juan Martín Echandi y Anchorena y doña María Francisca Hidalgo y Oreamuno, casados el 30 de noviembre de 1793. Fue bautizado con el nombre de José Antonio Rugerio. Viuda, su madre contrajo segundas nupcias el 18 de agosto de 1808 con Juan Rafael Céspedes (m. 1825). Hermano suyo fue don Felipe Santiago Echandi e Hidalgo, quien casó con María Josefa Bonilla y Oreamuno.
Antes de su matrimonio tuvo con Ramona García un hijo llamado José Espíritu Santo Echandi García (20.3.1814), quien casó con Josefa Bolandi.
Casó en primeras nupcias en Cartago el 19 de agosto de 1816 con Ángela Josefa Corrales y Velasco (m. en San José en 1834), hija de don Pedro Corrales (López del Corral) y doña Ana de Velasco. Hijos de este matrimonio fueron: 1) José Julián (6.9.1818) Echandi c.c. Juana Marchena; 2) Teodora de Jesús (9.11.1820), c. c. Darío Acuña y Diez Dobles; 3) José Eugenio (15.11.1822), casado con Teodora Fernández y Ramírez; 4) José María (29.11.1824), 5) Tiburcio, 6) José Francisco de Jesús (15.5.1830) y 7) Josefa Isabel (19.11.1832) Echandi y Corrales.
Casó en segundas nupcias en 1834 con doña Ramona Morales y Valverde, hija de don Luis Morales y doña Petronila Valverde. Hijos de este matrimonio fueron: 1) José Antonio Echandi (27.8.1835), soltero; 2) Cruz, soltero; 3) José Ramón Laureano (4.7.1837), casado con Ana Montero y Aguilar; 4) Clodomiro, casado con Pilar González y Ramírez, y 5) Fidelina Echandi y Morales, c. c. Manuel Moreira.

## Cargos públicos
En 1820 fue administrador de tabacos y caudales de la ciudad de Cartago, cargo que ejerció durante varios años. En diciembre de 1820 fue elegido como regidor del Ayuntamiento de Cartago para 1821, condición en la cual fue uno de los firmantes del Acta de Independencia suscrita en Cartago el 29 de octubre de ese año. Fue regidor nuevamente en 1822. Posteriormente fue guarda volante de la Factoría de Tabacos de Costa Rica durante varios años.
Testó en San José el 19 de septiembre de 1844y falleció poco después.
Su nieto Alberto Echandi Montero fue canciller de Costa Rica y candidato a la presidencia, y su bisnieto Mario Echandi Jiménez presidente de la República de 1958 a 1962.